# 张桐胜
张桐胜（1953年12月—2022年2月17日），男，河北霸县人，中国摄影家，中国摄影家协会副主席，中国人民解放军大校。